# NGC 3175
NGC 3175 (również PGC 29892 lub UGCA 207) – galaktyka spiralna z poprzeczką (SBab), znajdująca się w gwiazdozbiorze Pompy. Odkrył ją John Herschel 30 marca 1835 roku.